# Sulcarius rufipes
Sulcarius rufipes là một loài tò vò trong họ Ichneumonidae.